# 1C busz (Kőszeg)
A kőszegi 1C jelzésű autóbusz a Vasútállomás és a Károlyi Mihály út megállóhelyek között közlekedett 2013. január 1-ig. A vonalon Ikarus 263 és MAN SL 283 típusú szólóbuszok közlekedtek. A vonalat a Vasi Volán Zrt. üzemeltette.

## Közlekedése
Csak hétvégén közlekedtek a téli időszámítás tartama alatt. A nyári időszak alatt 1A jelzéssel hosszabb útvonalon közlekedett mindennap a Szabóhegyig.

## Útvonala

### Károlyi Mihály út felé
Vasútállomás - Rákóczi Ferenc utca - Munkácsy Mihály utca - Rákóczi Ferenc utca - Temető utca - Károlyi Mihály út

### Vasútállomás felé
Károlyi Mihály út - Temető utca - Rákóczi Ferenc utca - Vasútállomás

## Megállói

### 1-es járat
| Megállóhely neve  | Menetidő |
| ----------------- | -------- |
| Vasútállomás      | 1        |
| Bútorszövetgyár   | 2        |
| Rohonci u.        | 3        |
| Hősi Emlékmű      | 4        |
| Rákóczi út        | 5        |
| Temető u.         | 6        |
| Károlyi Mihály út | 7        |

### Vasútállomás felé
| Megállóhely neve  | Menetidő |
| ----------------- | -------- |
| Károlyi Mihály út | 0        |
| Temető u.         | 2        |
| Rákóczi út        | 3        |
| Rohonci u.        | 5        |
| Bútorszövetgyár   | 6        |
| Vasútállomás      | 7        |

## Menetrend

### Vasútállomástól indul
| Óra | Szabadnapokon | Munkaszüneti napokon |
| --- | ------------- | -------------------- |
| 8   | 30            | 30                   |
| 14  | 30            | 30                   |

A járatok csak a téli időszámítás tartama alatt közlekednek!

### Károlyi Mihály úttól indul
| Óra | Szabadnapokon | Munkaszüneti napokon |
| --- | ------------- | -------------------- |
| 10  | 10            | 10                   |
| 15  | 20            | 20                   |

A járatok csak a téli időszámítás tartama alatt közlekednek!